# Kinglassie
Kinglassie (Schots-Gaelisch: Cill Ghlaise) is een kleine plaats in het centrum van Fife, Schotland. Het ligt 3,2 kilometer ten zuidwesten van Glenrothes. Kinglassie had 1.900 inwoners in 2020. Op ongeveer 1,5 kilometer ligt Fife Airport. 

## Geboren
- Willie Fernie (1928-2011), Schots voetballer